# Gary Yershon
Gary Yershon (ur. 2 listopada 1954 w Londynie) – brytyjski kompozytor muzyki filmowej i teatralnej.
Stały współpracownik reżysera Mike'a Leigh. Skomponował muzykę do jego filmów: Happy-Go-Lucky, czyli co nas uszczęśliwia (2008), Kolejny rok (2010), Pan Turner (2014) i Peterloo (2018).
Nominowany do Europejskiej Nagrody Filmowej dla najlepszego kompozytora za Kolejny rok oraz do Oscara za najlepszą muzykę za Pana Turnera.